# قرار مجلس الأمن التابع للأمم المتحدة رقم 618
قرار مجلس الأمن التابع للأمم المتحدة رقم 618، الذي تم تبنيه بالإجماع في 29 يوليو / تموز 1988، بعد التذكير بالقرار 579 (1985) بشأن أخذ الرهائن، أدان المجلس اختطاف المقدم وليام ر. هيغينز وطالب بالإفراج عنه فوراً. كما حث الدول الأعضاء على استخدام نفوذها لتعزيز تنفيذ القرار الحالي.
لم يتم تنفيذ القرار، وقتل هيغينز في وقت لاحق على يد خاطفيه.